# Münster-Sarmsheim
Münster-Sarmsheim est une municipalité de la Verbandsgemeinde Rhein-Nahe, dans l'arrondissement de Mayence-Bingen, en Rhénanie-Palatinat, dans l'ouest de l'Allemagne.

## Illustrations

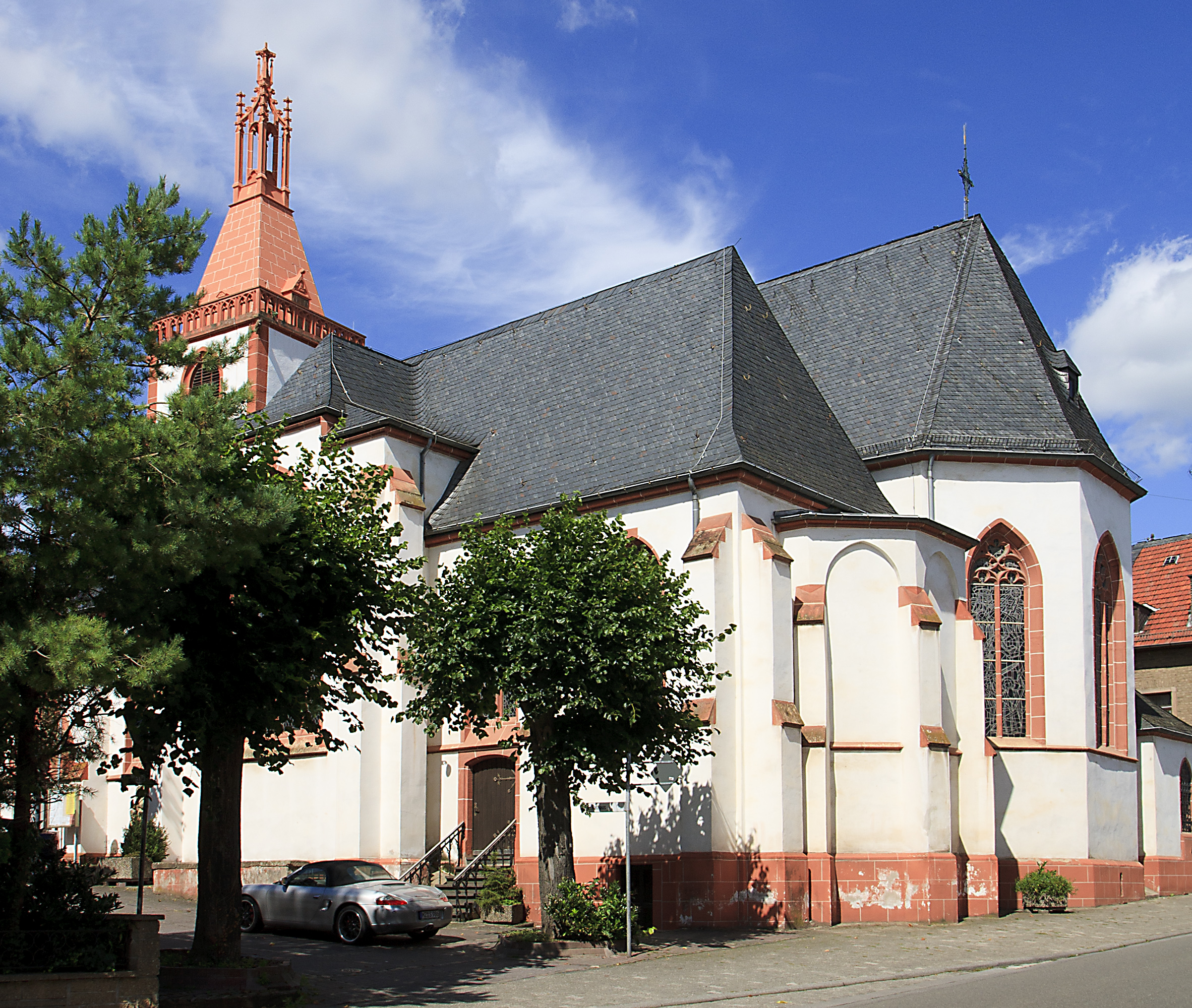
Église catholique Saint-Pierre-et-Paul
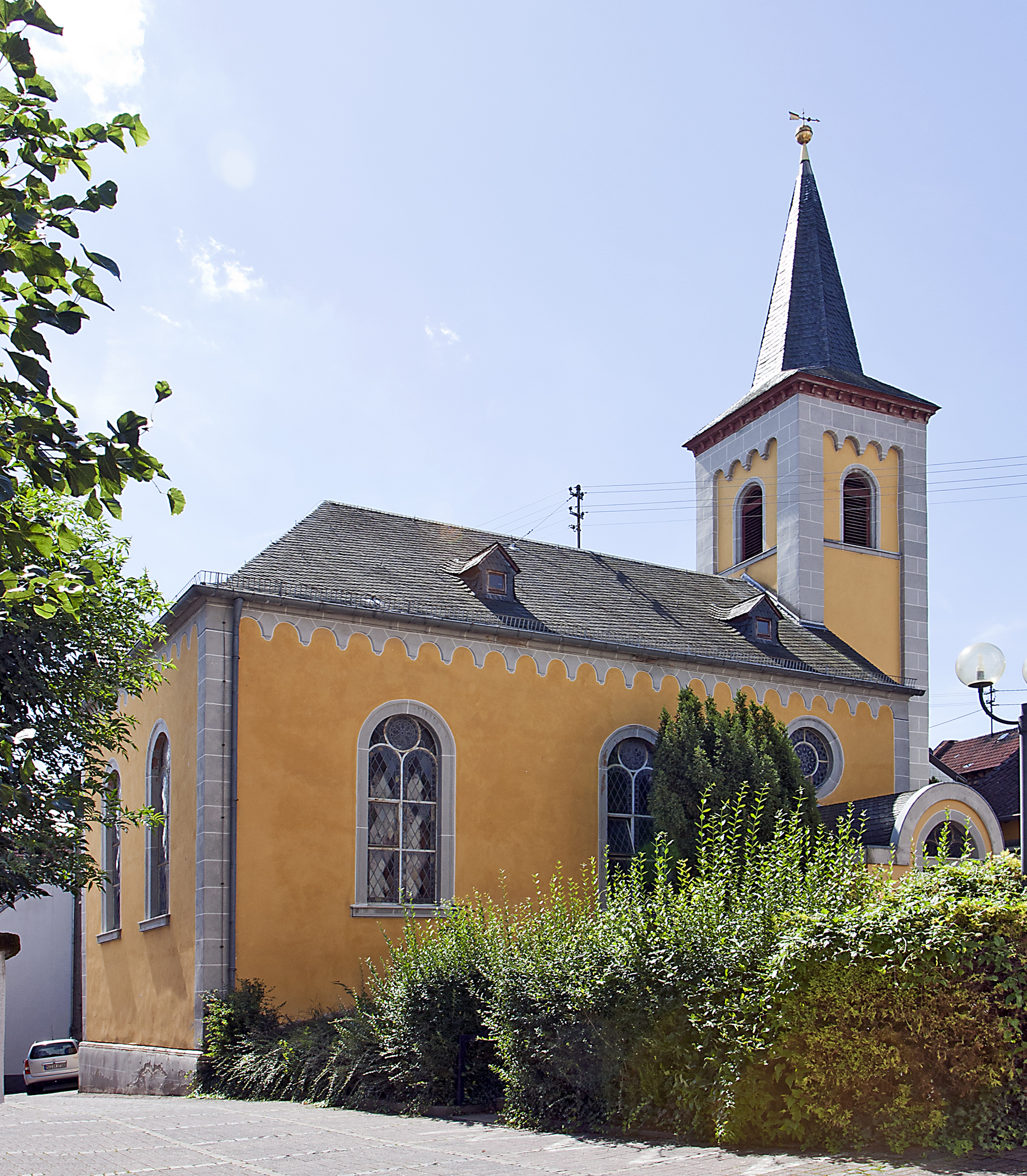
Église protestante
Localisation de Münster-Sarmsheim dans la Verbandsgemeide et dans l'arrondissement